# Абакумовы
Абакумовы (Обакумовы) — древний дворянский род.
Род внесён в дворянскую родословную книгу Московской, Владимирской и Псковской губерний.

## История рода
В последней четверти XVI столетия встречаем целый ряд Абакумовых, владевших поместьями в Дедиловском, Орловском и Тульском уездах.
Степан Акинфович служил в московских дворянах (1678), а сын его Севастьян в стряпчих (1692). В течение XVII столетия Абакумовы владели поместьями в Воронежском, Ливенском, Ольшанском, Орловском и Соловском уездах и несли там же службу в рядах детей боярских.
Четверо представителей рода владели населёнными имениями (1699).